# Пелагијске рибе
Пелагијске рибе живе у пелагичној зони океанских или језерских вода. Морско пелагичко окружење је највеће водено станиште на Земљи, заузима 1.370 милиона кубних километара поврине и станиште је за 11% познатих врста риба. Отприлике 98% укупне запремине воде је испод 100 метара, а 75% је испод 1.000 метара.
Морске пелагијске рибе могу се поделити на пелагијске приморске и океанске пелагијске рибе. Обалне рибе настањују релативно плитке и топле воде изнад континенталног паса, док океанске рибе настањују велике и дубоке воде изван континенталног паса (иако се могу наћи и у обалним водама).
Пелагијске рибе се крећу у распону од малих обалних риба, попут харинга и сардина, до великих океанских грабљивица, попут туне и ајкула. Обично су окретни пливачи, способни за непрекидно крстарење на дугим миграцијама. Многе пелагијске рибе пливају у великим скупинама. Друге пливају саме попут велике великог буцња, тежине више од 500 килограма, која понекад пасивно крстари водама, једући медузе.

## Епипелагијске рибе
Епипелагијске рибе насељавају епипелагијску зону. Епипелагична зона подразумева воде дубине до 200 метара. Ове зоне називају се и површинским водама или зоном осветљеном укључују фотичку зону. Фотичка зона је дефинисана као површинска вода до тачке у којој је сунчева светлост ослабила на 1% површинске вредности. Ова дубина зависи од тога колико је вода замућена, али у бистрој води може се проширити на 200 метара, што се подудара са епипелагном зоном. Фотичка зона има довољно светлости за фитопланктон за фотосинтезу.
Епипелагијска зона је огромна и дом је већине пелагијских риба. Зона је добро осветљена, тако да грабљивице могу да користе свој вид, а могу бити добро станиште за раст алги. Међутим, на овом простру је недостатак разноликости станишта и то резултира недостатком разноликости врста, тако да зона подржава мање од 2% светски познатих врста риба. Већем делу зоне недостају храњиве материје за подупирање риба, па се епипелагијске рибе обично налазе у обалној води изнад континенталних басенова у близини копна, где има више хране за пелагијске рибе.
Епипелагијске рибе могу се широко поделити на ситне рибе и веће рибе грабљивице које се хране њима. Већина епипелагичних риба има рационализирана тела и способна су да континуирано врше миграције. Генерално, грабљивице и ситне рибе имају исте морфолошке карактеристике. Предатори су обични крупнији и са глатком кожом.
Већина епипелагијских риба и њихових мањих грабљивица су сребрне бој, због чега су слабо видљиве на светлости. Ово може дати ефекат транспарентности.
Иако је број врста ограничен, епипелагијских риба има у изобиљу. Постоји мањи број врста ових риба, али их надокнађују у броју. Ситне рибе окупљају се у великим групама, а крупне рибе које их лове често су врло тражена риба у комерцијалном риболову. Као група, епипелагијске рибе у комерцијалном смислу су највредније рибе на свету.
Ситне рибе хране се мекушцима и осталим ситним организмима. Неке од највећих епипелагијских риба су морски пси и китови. Океанске воде које су изузетно бистре садрже мало хране. Подручја високе продуктивности обично су нешто замућенија од планктона. Они привлаче организме који их једу, а који након тога привлаче веће грабљивице.Риболов на туне је оптималан када је већа замућеност воде. Обалне рибе обитавају у водама близу обале и изнад континенталног паса.
Обалне рибу чине највише врста риба, ситне рибе и предаторе који се хране њима. Ситније врсте риба настањују обалне воде, где се размножавају. Неки су повремени становници који се рађају у потоцима, ушћу и заливима.

## Океанске рибе
Океанске или морске рибе, уљкучују врсте које се крећу између обалних и отворених океансих вода, у зависности од фазе њиховог животног циклуса.
Океанске епипелагијске рибе могу бити стални, повремени или случајни становници океана. Прави становници читав свој живот живе на отвореном океану. Само неколико врста су истински становници, попут туне, морских паса и океанске сунчеве рибе. Већина ових врста мигрира преко отворених океана, ретко одлазећи преко континенталних трака. Делимични становници јављају се у три групе: врсте које живе у зони само кад су млади (пливају са медузама у местима где има морских алги); врсте које живе у зони само кад су одрасле (лосос, делфини и китови); и дубоководне врсте које врше ноћне миграције у површинске воде. Случајни становници се дешавају повремено када одрасли и млади примерци риба из других средина морском струјом случајно уђу у отворени океан.
У дубоким водама океана налазе се различите врсте пелагичних риба, које су прилагођене за живот на великим дубинама. Неке дубокоморске пелагијске групе, као што су породице ситних риба, понекад се јављају у знатно већим групама око структуралних оаза, нарочито око гребена из разлога што се у тим пределима налази обиље још мањих рибљих врста, са којима се хране.
Рибе у различитим пелагијским зонама су физички структуриране и понашају се на начин који се међусобно значајно разликује. Чини се да групе коегзистирајућих врста унутар сваке зоне делују на сличне начине.
Тврдоперке ретке су међу дубокоморским рибама, што указује на то да су дубокоморске рибе нестале са овим продручаја, једино се срећу врсте као што су Beryciformes и  Lampriformes. Већина морских пелагијских риба које живе на великим дубанама припадају сопственим редовима, што сугерише дугу еволуцију у дубокоморском окружењу. Многе врсте се свакодневно крећу између зона у вертикалним миграцијама.

## Месопелагијске рибе
Испод епипелагијске зоне услови се брзо мењају. Између 200 и приближно 1000 метара светлост наставља да бледи или је готово и нема. Температуре су између 4 °C и 8 °C, а на том подручју има доста мање храњиви материја и кисеоник је разређен.
Сонарни оператери, користећи сонарну технологију развијену током Другог светског рата, били су збуњени оним што је изгледало као лажно морско дно дубоко 300–500 метара ноћу, а мање дубоко ноћу. То се испоставило због милиона морских организама, посебно малих мезопелагијских риба, са мехурићима који су давали лажну слику сонару. Ови организми мигрирају у плићу воду у сумрак да би се прехранили планктонима. 
Већина мезопелагијских риба врши свакодневне вертикалне миграције, крећући се ноћу у епипелагијску зону, често пратећи сличне миграције зоопланктона, а током дана враћају се у дубину, где су сигурније од предатора. Ове вертикалне миграције често се дешавају на великим вертикалним растојањима, а с обзиром на високе притиске у месопелагијској зони, за то је потребна значајна енергија. Како се риба попне до површине, притисак у пливачком балону мора да се прилагоди како би се избегло његово пицање. Кад се риба жели вратити у дубину, пливајући мехур мора бити издуван. Неке мезопелагијске рибе свакодневно мигрирају кроз простре где се температура мења између 10 и 20 °C, показујући тако знатне толеранције на промену температуре. Ове рибе имају мишићава тела, добро развијене шкрге и централни нервни систем, велика срца и бубреге.
Мезопелагијске рибе прилагођене су за активан живот у условима слабог осветљења. Већина њих су предатори и имају велике очи у односу на телу. Неке од риба које живе на већим дубинама имају цевасте очи, бинокуларни вид и велику осетљивост на мале светлосне сигнале. Због ове предности, мезопелагијске рибе могу лако да уоче сипе, лигње и друге ситније рибе којима се хране. Мезопелагијским рибама обично недостају одбрамбене бодље и користе боју да би их камуфлирале и тако сакриле од предатора.

## Батипелагијске рибе
Батипелагијске рибе настањују зону где је тама је потпуна, температуре ниске, кисеоник растровен, а храњивих материја готово да нема. Батипелагијске рибе имају спор метаболизам и неспецијализовану исхрану, спремне да једу све што нађу. Ретко су у потрази за храном, углавном једу оно шта се нађе у њиховој околини. Мезопелагијске рибе су често врло покретне, док су батипелагијске рибе готово сви предатори који чекају плен, а троше врло мало енергије на лов. Најчешће батипелагјске рибе су Lampriformes, бисерани, удичарке, 'Anotopterus и баракуде. Већина ових риба су мале, дуге око 10 cm, не дуже од 25 cm и поводе већину свог времена стрпљиво чекајући да се плен појави.
Батипелагијске рибе троше мало енергије и ретко се хране, а живе на местима где је храна мало доступан и где готово да нема сунчеве светлости. Њихова тела су издужена са слабим, мишићима и скелетним структурама. Ове врсте често имају издужене чељусти са великим зубима. Витке су, без љуски на кожи Централни нервни систем им је ограничен на бочну линију и систем за чуло њуха, очи су мале, а шкрге, бубрези и срце. Ове врсте су угланом малих димензија са слабим мишићима и не представљју било какву претњу по људе. Батипелагијске рибе обично не врше миграције, а неки од њих повремено настањују горњу епипелагијску зону. Пошто је храна оскудна у водама које настањују батипелагијске рибе, они нису селективни у својим навикама храњења, већ се хране оним што им се нађе близу, а постижу то јер имају велика уста са оштрим зубима. У овој зони размножавање је поприлично ретко, због немогућности проналажење партнера. Батипелагијску зону настањују и лигње, хоботнице, китови, сунђери, морске звезде, а најтеже за живот је рибама.

## Демерсалне рибе
Демерсалне рибе су оне које живне на дну мора или у његовој близини. Заузимају низ морских дна, који се састоје од од блата, песка, шљунка или стена. У дубоким водама рибе демерсалне зоне су активне и релативно рапстрострањене. Укључују врсте као што су јегуље, Lumpsucker, баракуде, Anguilliformes, Zoarcidae, слепуље и Halieutichthys aculeatus. Тела ових риба су мишићава са добро развијеним органима. На овај начин су блиске мезопелагијским рибама. Разликују се по величини, веће врсте од метар нису уобичајене, а обично имају уско тело. Доста се ослањају на чуло њуха. Највише се хране главоношцима, биљкама и лешевима других водених врста.

## Бентопелагијске рибе
Бентхопелагијске рибе насељавају воде непосредно изнад дна, хранећи се зооплантконима. Оне имају мршава или робусне типове тела. Мршаве бентопелагијске рибе имају смањену телесну масу и брз метаболизам, а троше минималну енергију док леже на дну или док из заседе чекају плен. Пример такве рибе је врста Acanthonus armatus, која је мале тежине и има велику главу. Ова риба има уједно и најмањи мозак у односу на величину тела код свих познатих кичмењака.
Робусне бентопелагијске рибе су мишићаве, добри пливачи и активно пливају дном траћежи храну. Пример ове врсте је патагонска зубна рибица којих је некада било много у океанима, а и данас се лове јер су од великог комерцијалног значаја.